# Commedia
Commedia rf är specialföreningen för mediastuderande vid yrkeshögskolan Arcada i Helsingfors.
Commedia grundades först som en medieklubb inom TLK (Tekniska Läroverkets Kamratförbund, specialföreningen för ingenjörstuderande vid Arcada) men blev en egen förening 1998. 
Övriga specialföreningar inom Arcada är förutom Commedia och TLK, HanSe SF r.f., HoSK och Kult rf. HanSe är till för studerande inom handel och service, HoSK tar han om dem som studerar inom branschen för hälso- och socialvård och Kult är specialföreningen för dem som studerar kulturproducentskap. Alla fem specialföreningar finns under Arcadas Studerandekår ASK.